# Love Stinks
Love Stinks é um filme de comédia estadunidense de 1999 escrito e dirigido por Jeff Franklin e estrelado por French Stewart, Bridgette Wilson, Bill Bellamy e Tyra Banks.

## Sinopse
Seth Winnick tem uma carreira de sucesso na televisão como escritor de seriados, bons amigos e uma relação apaixonada com a bela decoradora de interiores Chelsea Turner. Após se conhecerem e passarem a noite juntos, os dois decidem morar juntos, mas Seth deixa bem claro que não pensa em se casar. Indignada, a obsessiva Chelsea entra na Justiça pedindo para receber uma pensão de seu companheiro e atormenta a vida de Seth, enquanto os dois aguardam a decisão do tribunal.

## Elenco
- French Stewart como Seth Winnick
- Bridgette Wilson como Chelsea Turner
- Bill Bellamy como Larry Garnett
- Tyra Banks como Holly Garnett
- Steve Hytner como Marty Mark
- Jason Bateman como Jesse Travis
- Tiffani-Amber Thiessen como Rebecca Melini
- Montrose Hagins como Nana Beatrice Garnett
- Ivana Miličević como Amber
- Renata Scott como Sra. Littlejohn
- Warren Littlefield como Peter Bloomstein
- Shanna Moakler como Tawny
- Julia Schultz como Tiffany
- Shae Marks como Jasmim
- Colleen Camp como Monica Harris
- John O'Hurley como Walter Drooz
- Luis Ávalos como Juiz
- Dale Raoul como enfermeira do cólon
- Kevin Farley como Xerife
- Jeff Franklin como funcionário do hotel
- Tom Gammill como escritor
- Dyllan Christopher como um menino
- Erika Eleniak como Gina, amiga de Jasmine (sem créditos)

## Recepção critica
Após seu lançamento, Love Stinks recebeu críticas negativas da crítica de cinema. No Rotten Tomatoes, o filme tem uma taxa de aprovação de 19% com base em 47 avaliações e uma classificação média de 3.46/10. O consenso crítico do site diz: "Esta comédia unidimensional com risos reciclados vai deixar você segurando o nariz." No Metacritic, o filme tem uma pontuação de 23 em 100, indicando "críticas geralmente desfavoráveis".

## Trilha sonora
1. Love Stinks – Andru Branch
2. Let's Get It On – Marvin Gaye
3. Can't Help Falling in Love – Elvis Presley
4. I Promise – B. Chevis
5. Glaym Lyfe – Shady Montage
6. Fairy Tales – Kevin Perez
7. Why Ya Wanna Do Me (Like This) – Chip Allen
8. Playa Wayz – Andre Branch
9. This Thing Called Love – Jonathan Douglas
10. Na, Na, Na – Brion James
11. I Feel Good – Alexander